# Ptyonius
Ptyonius — вимерлий рід тетраподоморфних нектрідій родини Urocordylidae.